# خوستو سييرا أورايلي
خوستو سييرا أورايلي (بالإسبانية: Justo Sierra O'Reilly)‏ (12 سبتمبر 1814 في المكسيك - 3 نوفمبر 1861، ماردة في المكسيك)؛ كاتب، مؤرخ، صحفي وروائي مكسيكي.